# Theodor Gut junior

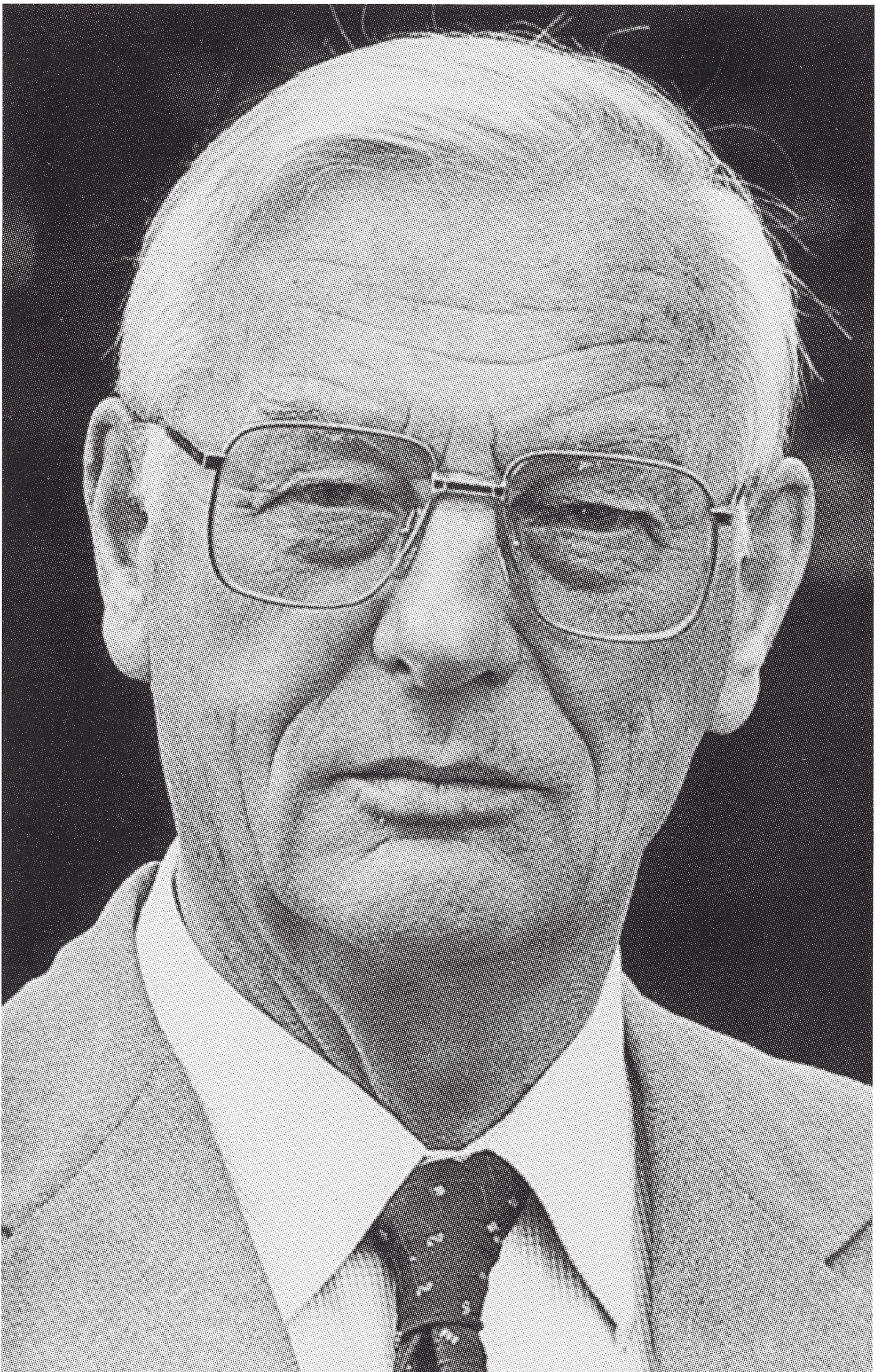
Theodor Gut II (1990)

Theodor Arnold Gut II (* 18. Mai 1917 in Stäfa; † 27. Februar 1999 in Davos) war ein Schweizer Chefredaktor, Verleger und Politiker (FDP). Er war Mitglied des Nationalrats und von 1953 bis 1987 Chefredaktor der Zürichsee-Zeitung.

## Leben
Theodor Gut II wurde als ältestes Kind von Theodor Gut I, Nationalrat und damaliger Chefredaktor der Zürichsee-Zeitung, und Ida Gut-Hulftegger in Stäfa geboren, wo er zusammen mit seiner Schwester Hilde (Welti-Gut) und seinem Bruder Ulrich (Gut-Schweizer) aufwuchs.
Er besuchte die Primarschule in Stäfa und das Literargymnasium in Zürich. Anschliessend studierte er von 1936 bis 1942 Rechtswissenschaften an der Universität Zürich und der Universität von Paris. Er promovierte 1943 an der Universität Zürich.
1947 heiratete er Lotti Meier, eine Mit-Stäfner Lehrerin. Der Ehe entsprangen drei Söhne, Theodor III (* 1948) und die Zwillinge Hans und Christian (* 1950).
Ab 1948 war er Redaktor der Zürichsee-Zeitung und von 1953 bis 1987 deren Chefredaktor und Verleger. Von 1967 bis 1982 gehörte er ausserdem dem leitenden Ausschuss des Schweizerischen Zeitungsverleger-Verbands an.
Vom 27. Mai 1963 bis zum 23. Mai 1971 vertrat Gut für die FDP den Wahlkreis Nr. X (Meilen) im Zürcher Kantonsrat. Vom 5. Mai 1967 bis zum 25. November 1979 war er Mitglied des Nationalrats für den Nationalratswahlkreis Zürich.
Gut studierte von 1988 bis 1993 Theologie an der Universität Zürich.